# Fusinus zebrinus
Fusinus zebrinus là một loài ốc biển. It is là động vật thân mềm chân bụng sống ở biển trong họ Fasciolariidae (spindle snails, tulip snails and their allies ).